# Стойкулешть
Стойкулешть, Стойкулешті (рум. Stoiculești) — село у повіті Вилча в Румунії. Входить до складу комуни Шушань.
Село розташоване на відстані 157 км на захід від Бухареста, 60 км на південь від Римніку-Вилчі, 37 км на північний схід від Крайови.

## Населення
За даними перепису населення 2002 року у селі проживали 458 осіб, усі — румуни. Усі жителі села рідною мовою назвали румунську.